# Collina d'Oro
Collina d'Oro is een gemeente en plaats in het Zwitserse kanton Ticino en maakt deel uit van het district Lugano.
Collina d'Oro telt 4240 inwoners.

## Geschiedenis
De gemeente is op 4 april 2004 door de fusie van de gemeenten Agra, Gentilino en Montagnola. op 1 januari 2012 werd ook Carabietta in de gemeente opgenomen. 